# Pheidoliphila yelamosi
Pheidoliphila yelamosi är en skalbaggsart som beskrevs av Dégallier och Michael S. Caterino 2005. Pheidoliphila yelamosi ingår i släktet Pheidoliphila och familjen stumpbaggar. Inga underarter finns listade i Catalogue of Life.